# Inequação do 2º grau
Uma Inequação do 2º Grau é uma inequação que pode ser reduzida à forma:
{\displaystyle ax^{2}+bx+c\star 0}.
Note que comparar um dos termos a zero é essencial para a resolução de qualquer inequação mais complexa do que a inequação do 1º grau.
Inicialmente, acham-se os zeros da inequação, resolvendo-a como uma equação quadrática. Note que, achando 2 raízes reais, sabe-se que {\displaystyle \Delta >0}, achando-se 1 raiz real, sabe-se que {\displaystyle \Delta =0} e não se achando raiz real, sabe-se que {\displaystyle \Delta <0}. Após isso, observa-se o sinal do coeficiente {\displaystyle a}. Pelo estudo dos sinais da função quadrática, temos que:
- {\displaystyle \Delta <0}
  - {\displaystyle a>0\rightarrow f(x)>0,\forall x\in \mathbb {R} }
  - {\displaystyle a<0\rightarrow f(x)<0,\forall x\in \mathbb {R} }
- {\displaystyle \Delta =0}
  - {\displaystyle a>0}
    - {\displaystyle f(x)>0\rightarrow x\neq r_{1}=r_{2}}
    - {\displaystyle f(x)=0\rightarrow x=r_{1}=r_{2}}

  - {\displaystyle a<0}
    - {\displaystyle f(x)<0\rightarrow x\neq r_{1}=r_{2}}
    - {\displaystyle f(x)=0\rightarrow x=r_{1}=r_{2}}
- {\displaystyle \Delta >0}
  - {\displaystyle a>0}
    - {\displaystyle f(x)>0\rightarrow x<r_{1}\lor x>r_{2}}
    - {\displaystyle f(x)=0\rightarrow x=r_{1}\lor x=r_{2}}
    - {\displaystyle f(x)<0\rightarrow r_{1}<x<r_{2}}

  - {\displaystyle a<0}
    - {\displaystyle f(x)>0\rightarrow r_{1}<x<r_{2}}
    - {\displaystyle f(x)=0\rightarrow x=r_{1}\lor x=r_{2}}
    - {\displaystyle f(x)<0\rightarrow x<r_{1}\lor x>r_{2}}

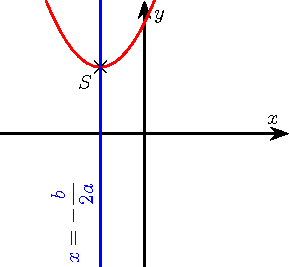
Exemplo de uma função positiva para qualquer valor de

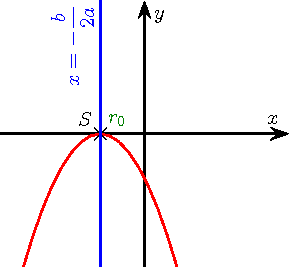
Exemplo de uma função negativa para e nula para

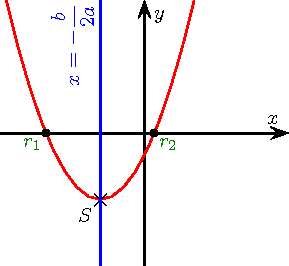
Exemplo de uma função positiva para ou ; nula para e negativa para.

Então, separe-se os valores adequados e obtém-se o conjunto-solução.
Praticamente, pode-se esboçar o gráfico da função
{\displaystyle y=ax^{2}+bx+c},
observando os sinais do coeficiente {\displaystyle a} e do {\displaystyle \Delta }, e selecionando as raízes que cumprem a função. Basta observar para que valores a curva está acima (positivo) ou abaixo (negativo) da abcissa.

## Exemplos
- {\displaystyle x^{2}+6\geq 5x\Leftrightarrow x^{2}-5x+6\geq 0}. Se {\displaystyle x^{2}-5x+6=0}, então {\displaystyle r_{1}=2} e {\displaystyle r_{2}=3}. Logo, {\displaystyle \Delta >0} (uma vez que se obteve 2 raízes). Como {\displaystyle a=1>0}, então, os valores que fazem {\displaystyle f(x)>0} ou {\displaystyle f(x)=0} são {\displaystyle x\leq 2} ou {\displaystyle x\geq 3}
- {\displaystyle x^{2}-2x+1\leq 0}. Se {\displaystyle x^{2}-2x+1=0}, então {\displaystyle r_{1}=r_{2}=1}. Logo, {\displaystyle \Delta =0} (uma vez que se obteve 1 raiz). Como {\displaystyle a=1>0}, então, os valores que fazem {\displaystyle f(x)<0} ou {\displaystyle f(x)=0} são apenas {\displaystyle x=1}.
- {\displaystyle -x^{2}-x-1>0}. Se {\displaystyle -x^{2}-x-1=0}, então a equação não possui raízes reais. Logo, {\displaystyle \Delta <0}. Como {\displaystyle a=-1<0}, então não há valores que fazem {\displaystyle f(x)>0}.